# Elias Mendes Trindade
Elias Mendes Trindade (nascut el 16 de maig de 1985), conegut simplement com a Elias, és un futbolista brasiler que juga com a migcampista a l'Sport Club Corinthians Paulista.

## Carrera de club
El 8 de maig de 2008, Elias va signar un contracte amb el club de la segona divisió Corinthians fins al desembre de 2011.
El 5 de desembre de 2010, Elias va confirmar que deixaria el Corinthians i s'uniria a l'equip espanyol Atlético Madrid al gener de 2011, per una xifra rumorejada de €7 milions.
El 29 d'agost de 2011, Elias es va traslladar al Sporting CP amb un contracte de cinc anys. El club va pagar una quantitat de 8,85 milions d'euros, convertint-se en la transferència més cara de la història de SCP en aquell moment. El 15 de setembre, el Sporting va vendre el 50% dels drets econòmics d'Elias per 3,85 milions d'euros a Quality Sports Investments.
El 10 de gener de 2013, Elias es va unir al club brasiler Flamengo en qualitat de cedit per la temporada. El 7 d'abril de 2014, Elias va tornar al Corinthians. El 31 d'agost de 2016, Elias va tornar a Portugal i al Sporting, signant un contracte de dos anys, amb una clàusula de rescissió de 60 milions d'euros.
El 27 de gener de 2017, Atlético Mineiro va anunciar la contractació d'Elias.